# Les Aventures de Mister Deeds
Pour plus de détails, voir Fiche technique et Distribution.
Les Aventures de Mister Deeds (Mr. Deeds) est un film américain réalisé par Steven Brill, sorti en 2002.

## Synopsis
Deeds, un jeune homme naïf, fait l'admiration de la population de Mandrake Falls en récitant ses poèmes pour le moins étranges. Mais il hérite un jour de son oncle, dont il ignorait l'existence, d'un empire industriel de 40 milliards de dollars ! Il se retrouve alors à New York au cœur d'un univers dont il ignore les règles.

## Fiche technique
- Titre : Les Aventures de Mister Deeds
- Titre original : Mr. Deeds
- Réalisation : Steven Brill
- Scénario : Tim Herlihy (en)
- Production : Joseph M. Caracciolo, Sidney Ganis (en), Jack Giarraputo, Adam Sandler et Alex Siskin
- Sociétés de production : Columbia Pictures, New Line Cinema et Happy Madison Productions
- Budget : 50 millions de dollars américains (36,70 millions d'euros)
- Musique : Teddy Castellucci
- Photographie : Peter Lyons Collister (en)
- Montage : Jeff Gourson (en)
- Décors : Perry Andelin Blake
- Costumes : Ellen Lutter
- Pays d'origine : États-Unis
- Format : Couleurs - 1,85:1 - DTS / Dolby Digital / SDDS - 35 mm
- Genre : Comédie
- Durée : 96 minutes
- Dates de sortie : 28 juin 2002 (États-Unis), 8 janvier 2003 (France), 22 janvier 2003 (Belgique)
- DVD : le 8 juillet 2003 chez l'éditeur "Sony Pictures Entertainment"

## Distribution
- Adam Sandler (VF : Serge Faliu) : Longfellow Deeds
- Winona Ryder (VF : Claire Guyot) : Babe Bennett
- Peter Gallagher (VF : Patrice Baudrier) : Chuck Cedar
- Jared Harris (VF : Pierre-François Pistorio) : Mac McGrath
- John Turturro (VF : Laurent Natrella) : Emilio Lopez
- Harve Presnell (VF : Marc de Georgi) : Preston Blake
- Steve Buscemi (VF : Vincent Ropion) : « Œil de Perdrix » (Crazy Eyes en VO)
- John McEnroe : lui-même
- Erick Avari (VF : Saïd Amadis) : Cecil Anderson
- Allen Covert (VF : Pierre Casanova) : Marty
- Peter Dante (VF : Jérôme Pauwels) : Murph
- Conchata Ferrell (VF : Sylvie Genty) : Jan
- Brandon Molale (VF : Antoine Tomé) : Kevin Ward
- Billy St. John (VF : Hervé Bellon) : George
- Walter Williamson (VF : Benoît Allemane) : Kurt
- Roark Critchlow : William
- J. B. Smoove : Reuben
- Henry Hayward (VF : Robert Liensol) : M. Wetherley
- Blake Clark : Buddy Ward

Source et légende : version française (VF) sur Voxofilm

## Autour du film
- Le tournage s'est déroulé de mars à juin 2001 dans la Forêt nationale de San Bernardino, Carmel, Los Angeles, New Milford et New York.
- Le film est plutôt une variante sous forme de comédie loufoque qu' un remake de L'Extravagant Mr. Deeds, réalisé par Frank Capra en 1936.
- À noter, la petite apparition du réalisateur Steven Brill dans le rôle d'un violoniste, ainsi que celle de l'acteur Rob Schneider en livreur italien. Ce dernier avait un rôle récurrent dans le Saturday Night Live avec Adam Sandler.

## Bande originale
- Mile High, interprété par Susan Sandberg
- You Don't Know How It Feels, interprété par Tom Petty
- Someday, Someway, interprété par Marshall Crenshaw
- My Best Friend's Girl, interprété par The Cars
- In The Summertime, interprété par Mungo Jerry
- For He's A Jolly Good Fellow, chant traditionnel
- Wrong Impression, interprété par Natalie Imbruglia
- Space Oddity, interprété par David Bowie
- Your Move, interprété par Yes
- Island In The Sun, interprété par Weezer
- Cheek To Cheek, interprété par Louis Armstrong
- Goin' Out Of My Head, composé par Teddy Randazzo (en) et Bobby Weinstein (en)
- Quartet In B Flat, Opus 1. No 1 - La Chasse, composé par Joseph Haydn
- Sweetest Thing, interprété par U2
- Falling, interprété par Ben Kweller
- Soda Shop Queen, interprété par Stuart Grusin
- Where Are You Going, interprété par le Dave Matthews Band
- We've Only Just Begun, composé par Paul Williams et Roger Nichols (en)
- Salut d'Amour, composé par Edward Elgar
- Love Is Alive, interprété par Gary Wright
- Sing, interprété par Travis
- Let My Love Open The Door, interprété par Pete Townshend
- Goin' Down To New York Town, interprété par Counting Crows
- Happy In The Meantime, interprété par Lit
- Friends & Family, interprété par Trik Turner (en)

## Distinctions

### Récompenses
- Film de l'été lors des Teen Choice Awards en 2002.
- Meilleure chanson originale pour Dave Matthews avec Where Are You Going, par l'American Society of Composers, Authors and Publishers en 2003.
- Meilleure bande originale de film lors des BMI Film & TV Awards en 2003.
- Blimp Award de l'acteur préféré pour Adam Sandler lors des Kids' Choice Awards en 2003.

### Nominations
- Meilleur acteur pour Adam Sandler et meilleure actrice pour Winona Ryder lors des Teen Choice Awards en 2002.
- Pire remake, pire acteur pour Adam Sandler et pire actrice pour Winona Ryder lors des Razzie Awards 2002.
- Meilleure comédie romantique lors des MTV Movie Awards en 2003.
- Meilleures cascadeuses pour Mary Albee et Dorenda Moore lors des Taurus World Stunt Awards en 2003.